# NSG Hinter der Mortkaute
NSG Hinter der Mortkaute este o arie protejată (arie de protecție specială avifaunistică — SPA) din Germania întinsă pe o suprafață de 19 ha, integral pe uscat.

## Localizare
Centrul sitului NSG Hinter der Mortkaute este situat la coordonatele 49°56′04″N 7°56′10″E / 49.9344°N 7.9361°E.

## Înființare
Situl NSG Hinter der Mortkaute a fost declarat arie de protecție specială avifaunistică în ianuarie 2004 pentru a proteja 36 de specii de animale.

## Biodiversitate
Situată în ecoregiunea continentală, aria protejată nu include niciun habitat protejat.
La baza desemnării sitului se află mai multe specii protejate de  păsări (36): fluierar de munte (Actitis hypoleucos), rață sulițar (Anas acuta), rață lingurar (Anas clypeata), rață mică (Anas crecca crecca), rață fluierătoare (Anas penelope), rață cârâitoare (Anas querquedula), Anas strepera strepera, gâscă cenușie (Anser anser), Ardea purpurea purpurea, pietruș (Arenaria interpres), rață-cu-cap-castaniu (Aythya ferina), rața moțată (Aythya fuligula), buhai de baltă (Botaurus stellaris stellaris), caprimulg (Caprimulgus europaeus), chirichița cu obraz alb (Chlidonias hybrida), chirighiță neagră (Chlidonias niger), erete de stuf (Circus aeruginosus), egretă albă (Egretta alba), Fulica atra atra, becațină comună (Gallinago gallinago), Grus grus grus, Hippolais polyglotta, sfrâncioc roșiatic (Lanius collurio), pescăruș argintiu (Larus cachinnans), pescăruș mic (Larus minutus), pescăruș râzător (Larus ridibundus), vultur pescar (Pandion haliaetus), bătăuș (Philomachus pugnax), Podiceps nigricollis nigricollis, cresteț pestriț (Porzana porzana), pițigoi-pungar (Remiz pendulinus), Tachybaptus ruficollis ruficollis, călifar alb (Tadorna tadorna), fluierar de mlaștină (Tringa glareola), fluierarul de zăvoi (Tringa ochropus), nagâț (Vanellus vanellus).